# معيار الغابات الطبيعية
معيار الغابة الطبيعية (NFS) هو معيار طوعي للكربون مصمم خصيصًا لمشاريع REDD + متوسطة إلى كبيرة الحجم. يضع المعيار تركيزًا متساويًا على الفوائد الكربونية والاجتماعية والتنوع البيولوجي المشتركة للمشروع ويتطلب نهجًا شاملاً لضمان الامتثال لمتطلبات المعايير وتحقيق الشهادة. يطبق NFS نهجًا موحدًا قائمًا على المخاطر لتقدير كمية الكربون لإجراء حسابات أساسية متسقة وقابلة للمقارنة ويهدف إلى ربط الإجراءات المحلية بالأطر الوطنية للحد من فقدان الغابات الطبيعية.
تستبعد NFS استخراج الموارد التجارية وتركز على تعزيز الحفاظ على الغابات الطبيعية والتنوع البيولوجي والقيم الاجتماعية داخلها. تتطلب NFS مشاريع لضمان عدم خسارة صافية للتنوع البيولوجي وإنشاء آلية مناسبة لتوزيع المنافع لتقديم المنافع الاجتماعية للمجتمعات داخل منطقة المشروع. يتطلب NFS تحققًا سنويًا من مدققي كربون مستقلين تابعين لجهات خارجية باستخدام أطر عمل ISO14064-3 و ISO 14065. يتم إصدار الشهادات الناتجة للمشاريع التي تم التحقق منها بالكامل كاعتمادات لرأس المال الطبيعي.

## تاريخ المعيار
طور NFS في عام 2011 بواسطة منظمة شهادة النظام البيئي المحدودة (ECO)، وهي منظمة غير ربحية مقرها المملكة المتحدة، وشركة Ecometrica، شركة برمجيات الاستدامة ومراقبة الأرض ومقرها في إدنبرة. تضمنت عملية التطوير إشراك خبراء مستقلين للتعليق والمساهمة في المتطلبات القياسية والمنهجية. كانت الوثائق القياسية مفتوحة للتشاور العام من 8 أغسطس إلى 12 أكتوبر 2012 ومرة أخرى من 7 مايو إلى 31 يوليو 2013.

## ائتمانات رأس المال الطبيعي
ائتمانات رأس المال الطبيعي (NCCs) هي وحدات الكربون الناتجة عن مشاريع NFS وتمثل مزيجًا من صافي الآثار البيئية الإيجابية التي حققها المشروع. يتم تحديد فوائد الكربون كمياً باستخدام منهجية برنامجية قائمة على المخاطر؛ على هذا النحو، يشار إلى NCC بأطنان من CO2e، ومع ذلك فإن مصطلح ائتمان رأس المال الطبيعي يعكس بشكل أكثر دقة القيم والمزايا المجمعة للنهج الشامل لـ NFS

## المنهجية
تعتمد المنهجية التي اعتمدتها NFS على نهج موحد قائم على المخاطر ومناسب لتطبيق المشاريع المتوسطة إلى الكبيرة. لا تتضمن منهجية NFS AM001 التنبؤ بتغيرات استخدام الأراضي في أماكن محددة في أوقات محددة، ولكنها تطبق نهجًا قائمًا على المخاطر لتقدير خط الأساس الذي يسمح باتباع نهج برنامجي لتقليل الانبعاثات. يسمح ذلك بإنتاج نتائج فعالة وصحيحة وقابلة للمقارنة تشبه قياس الأداء، حيث يمكن للمشاريع داخل منطقة معينة استخدام مجموعة متسقة من البيانات الأساسية وطرق المحاسبة التي توفر نهجًا موحدًا لتقدير فوائد الكربون وتستند إلى الغابات المعرضة للخطر وليس نسبة مئوية أو معدل خسارة مطلق.
تسمح المنهجية بمزيج من بيانات الاستشعار عن بعد والبيانات الأرضية كمصادر مراقبة لرصد الانبعاثات من مناطق المشروع ، مع التركيز على مراقبة الأقمار الصناعية، مثل المنتجات للتطبيق في منطقة الأمازون.

## متطلبات التحقق
يتطلب NFS أن يتحقق من صحة المشاريع بشكل مستقل، والتحقق من صحتها من قبل طرف ثالث باستخدام أطر ISO 14064 -3 و ISO 14065، التي تُنفذ من قبل مؤسسات VVB المتخصصة والمعترف بها في الصناعة. تحصل المشاريع على الشهادة بعد الانتهاء بنجاح من عملية التحقق هذه، وعند تأكيد تأكيدات الكربون من قبل VVB، وفقًا لمتطلبات المعيار.

## مقياس التنوع البيولوجي المعياري
يتطلب NFS من مطوري المشروع استخدام مقياس التنوع البيولوجي المعياري لتقييم التنوع البيولوجي داخل منطقة المشروع. مقياس التنوع البيولوجي المعياري (NBM) هو طريقة عملية لتقييم قيمة التنوع البيولوجي لمنطقة معينة. يشبه NBM مفاهيم الموطن الهكتار ويعني وفرة الأنواع .